# Erland Forsberg
Erland Gottfrid Forsberg, född den 24 november 1946 i Borgå, Finland, är en finlandssvensk konstnär och präst,  boende i Benareby i Landvetters socken, strax  sydost om Mölnlycke. Han är främst verksam som ikonmålare.

## Biografi
Forsberg föddes i Borgå som son till kyrkoherden i Södra svenska församlingen i Helsingfors John Forsberg och Hildegard Wassborr. Han blev teologie kandidat i Helsingfors och är 1970 prästvigd för Borgå stift i Finland. Han tjänstgjorde som präst först i Helsingfors och Esbo och därefter efter att ha flyttat till Sverige i Enköping som präst för finskspråkiga på halvtid. Därmed gavs tid även för studier i konstvetenskap vid Uppsala universitet, vilket resulterade i en filosofie kandidatexamen där. Han gick som ung i lära hos Robert de Caluwé i Esbo i Finland. Hos honom lärde han sig ikonmåleri enligt traditionell teknik. På 1970-talet var han lärare i målning vid Oskarshamns folkhögskola. Därefter blev han konstnär på heltid och sedan dess verkat som ikonmålare i Sverige. Forsberg menar att ikonmåleriet är all kristen konsts ursprung och att detta, trots sitt grekisk-ortodoxa ursprung, har sin plats som förnyare av den samtida kyrkliga konsten, som till stora delar förlorat både innehåll och budskap.
Forsberg innehar firma Erland Forsberg Kyrkokonst och skapar ikoner, altarskåp och glasfönster. Han finns representerad i ett stort antal kyrkor i Sverige och i några kyrkor i Finland.

## Verk i urval
- Antens kapell. Altartavla.
- Apelgårdens kyrka. En ikon föreställande Kristus som dödsrikets besegrare.
- Apelvikshöjds kyrka. Varberg, Altartavla i form av en ikon.
- Borås Caroli kyrka, ikoner i Mariakoret och i Thomaskapellet
- Bua kyrka. Femdelad altartavla som föreställer olika scener ur Jesu liv.
- Buråskyrkan i Johanneberg, Göteborg, ikon
- Bunkeflo strandkyrka. Ikon som föreställer den uppståndne Jesus sittande på sin himmelska tron.
- Erska kyrka. Ikon placerad på altarbordet.
- Fagerhults kyrka Småland, ikon till sakristians altare
- Sankt Olofs kyrka, Falköping, ikon i Mariakapellet
- Fuxerna kyrka. Ikoner.
- Ekhagskyrkan Jönköping, ikon vid dopfunten, processionskrucifix
- Bymarkskyrkan Jönköping, ikon på norra väggen
- Mikaelskyrkan, Linköping. Ikon.
- Sankt Laurentii kyrka Lund, altarskåp
- Nykyrka kyrka, Västergötland. Altartavla.
- Sankt Davidsgården i Rättvik, ikoner
- Sankt Ansgars kyrka, Uppsala. Korsformad ikon föreställande Kristus allhärskaren.
- Svenshögens församlingshem, ikon retabel
- Träslövs kyrka Halland, ikoner S:ta Birgitta, S:t Laurentius mm
- Tynnereds kyrka.
- Vidingsjö kyrka. Ikon.
- Västra Frölunda församlingshem, triptyk